# Вітігудіно
Вітігудіно (ісп. Vitigudino) — муніципалітет в Іспанії, у складі автономної спільноти Кастилія-і-Леон, у провінції Саламанка. Населення — 2907 осіб (2010).
Муніципалітет розташований на відстані близько 240 км на захід від Мадрида, 65 км на захід від Саламанки.
На території муніципалітету розташовані такі населені пункти: (дані про населення за 2010 рік)
- Махухес: 55 осіб
- Вітігудіно: 2852 особи

## Демографія
Динаміка населення (INE ):